# 列夫·特雷门
列夫·谢尔盖耶维奇·特雷门（俄语：Лев Сергеевич Термéн，ˈlʲef sʲɪrˈɡʲejɪvʲɪtɕ tɨrˈmʲen，1896年8月28日—1993年11月3日）是一名俄羅斯发明家，世上第一款电子乐器「特雷门」的发明人，隔行扫描技术的发明人（至今仍广泛用于改善各种电子屏幕输出信号），隐蔽式监听设备金唇的发明人，运动侦测设备的发明人，射频识别技术的奠基人。